# Голландская Кайенна
Голландская Кайенна (нидерл. Nederlands Cayenne) — бывшая колония Нидерландов на северном побережье Южной Америки, часть области Гвиана — территория современной Французской Гвианы.

## История
Первые голландские поселенцы появились на территории будущей Кайенны в 1615 году. Это была группа в 280 человек под руководством Теодора Классена. Они обосновались на берегу реки Кайенна, но вскоре по неизвестным причинам покинули эти места и переехали в новую колонию Суринам.
Место голландцев заняли французы, которые в 1624 году основали колонию к реке Синнамари. В 1626 году на реке Конанама они основали ещё одно поселение. Для защиты поселений от аборигенов в 1650 году ими была построена крепость Сеперу на северо-восточной оконечности устья реки Кайенны. Рост числа колонистов привёл вскоре к основанию города Кайенна и одноимённой французской колонии. В 1653 году конфликт между колонистами и местными индейцами заставил французов покинуть город.
Несмотря на активность французов, голландцы продолжали селиться на этой территории. В 1627 году Клод Прево по заказу Голландской Вест-Индской компании предпринял новую попытку колонизации региона. Но и эта попытка оказалась неудачной, и в 1632 году колонисты покинули поселение. В 1634 году несколько жителей колонии Эссекибо заняли территорию на берегу реки Кайенна, чуть севернее колонии французов, где стали выращивать табак.
После бегства французов в 1654 году голландцы во главе с Дэвидом Питерсом де Фризом провели год в старой французской крепости, которую они расширили. Так эта территория стала колонией Нидерландов и управлялась Зеландской палатой Голландской Вест-Индской компании. Основная голландская экспедиция в Кайенну состоялась в 1657 году, когда группа в 50 человек под руководством Яна Классена Лангендика заняла заброшенный французский форт Сеперу.
12 сентября 1659 года между Голландской Вест-Индской компанией и Давидом Коэном Насси было заключено соглашение, по которому в Голландской Кайенне нашли приют беженцы-евреи, изгнанные из Португалии и португальской колонии — Бразилии. Еврейская община сделала немало для процветания новой колонии. С 1659 года Голландская Кайенна была передана в ведение Амстердамской палаты Голландской Вест-Индской компании.
15 мая 1664 года французы напали на город и вынудили голландцев капитулировать. Голландцы согласились на капитуляцию при единственном условии — гарантии свободы вероисповедания для евреев Кайенны. Французы приняли условие. Несмотря на это, две трети евреев переехали в Суринам.
Голландская Кайенна прекратила своё существование. Французы переименовали форт Сеперу в форт Сен-Луи. По договору в Бреде в 1667 году права на колонию закреплялись за Францией.
Последняя попытка вернуть Кайенну была предпринята голландцами в 1676 году. Голландские колонисты во главе с Якобом Бинкесом захватили и удерживали форт Сен-Луи в течение семи месяцев, с мая по декабрь. Они были вынуждены отступить, и Кайенна снова перешла к французам.